# 神楽烈々
『ちゅうごく神楽プロジェクト・神楽烈々』（ちゅうごくかぐらプロジェクト かぐられつれつ）は、NHK鳥取放送局、NHK松江放送局、NHK岡山放送局、NHK広島放送局、NHK山口放送局が総合テレビのローカル枠で放送していたドキュメンタリー番組。中国地方を中心に発展してきた伝統芸能・神楽が持つ魅力について特集し、それらの記録映像を貴重な映像資産として放送した番組シリーズである。
ナレーションは、当時ARATAの名で活動していた井浦新が担当した。
ふるさと発スペシャル枠での放送
2010年11月26日から2011年2月25日まで、金曜20時台の『ふるさと発スペシャル』枠で月に1回のペースで放送。また一部の回は、金曜15時台の『ろーかる直送便』枠でも放送された。
全4回。ただし岡山放送局では、2011年1月28日に『ふるさと発』『気象情報』『ふるさと発スペシャル』の3枠を使っての開局80周年特別番組（ローカル差し替え番組）が放送されたことから、同局のみ第3回の放送がなかった。
単独ミニ番組としての放送
上記枠内での放送のほかに、10分間の単独ミニ番組としての放送もあった。こちらでは、中国5県それぞれの神楽の演目映像の中から2本ずつ、計10本の映像をダイジェストで紹介した。
広島放送局では、2011年1月9日から同年3月6日まで日曜夜に不定期放送。再放送は、6日後の土曜朝に行われていた。